# Powiat Aschaffenburg
Powiat Aschaffenburg (niem. Landkreis Aschaffenburg) – powiat w Niemczech, w kraju związkowym Bawaria, w rejencji Dolna Frankonia, w regionie Bayerischer Untermain.
Siedzibą powiatu Aschaffenburg jest miasto na prawach powiatu Aschaffenburg, które do powiatu jednak nie należy.
Jest on najludniejszym obszarem regionu, a po powiecie Ansbach – najludniejszym powiatem frankońskim. Graniczy od północy z heskim powiatem Main-Kinzig-Kreis, na wschodzie powiatem Main-Spessart, na południu powiatem Miltenberg oraz miastem na prawach powiatu Aschaffenburgiem. Na zachodzie powiat Aschaffenburg graniczy z powiatem Darmstadt-Dieburg oraz Offenbach.

## Podział administracyjny
W skład powiatu Aschaffenburg wchodzi:
- jedna gmina miejska (Stadt)
- sześć gmin targowych (Markt)
- 25 gmin wiejskich (Gemeinde)
- trzy wspólnoty administracyjne (Verwaltungsgemeinschaft)
- osiem obszarów wolnych administracyjnie (gemeindefreies Gebiet)

Miasta:
| Lp. | Nazwa miasta | Ludność (31 grudnia 2018) | Powierzchnia km² |
| --- | ------------ | ------------------------- | ---------------- |
| 1   | Alzenau      | 18.469                    | 59,30            |

Gminy targowe:
| Lp. | Nazwa gminy targowej | Ludność (31 grudnia 2018) | Powierzchnia km² |
| --- | -------------------- | ------------------------- | ---------------- |
| 1   | Goldbach             | 9.997                     | 11,00            |
| 2   | Großostheim          | 16.419                    | 44,30            |
| 3   | Hösbach              | 13.212                    | 30,60            |
| 4   | Mömbris              | 11.480                    | 35,90            |
| 5   | Schöllkrippen        | 4.241                     | 12,60            |
| 6   | Stockstadt am Main   | 8.029                     | 18,90            |

Gminy wiejskie:
| Lp. | Nazwa gminy       | Ludność (31 grudnia 2018) | Powierzchnia km² |
| --- | ----------------- | ------------------------- | ---------------- |
| 1   | Bessenbach        | 5.694                     | 30,00            |
| 2   | Blankenbach       | 1.505                     | 3,95             |
| 3   | Dammbach          | 1.846                     | 36,23            |
| 4   | Geiselbach        | 2.039                     | 13,50            |
| 5   | Glattbach         | 3.345                     | 3,54             |
| 6   | Haibach           | 8.487                     | 7,36             |
| 7   | Heigenbrücken     | 2.294                     | 6,70             |
| 8   | Heimbuchenthal    | 2.206                     | 17,20            |
| 9   | Heinrichsthal     | 821                       | 4,52             |
| 10  | Johannesberg      | 3.926                     | 13,60            |
| 11  | Kahl am Main      | 7.877                     | 10,60            |
| 12  | Karlstein am Main | 8.142                     | 12,70            |
| 13  | Kleinkahl         | 1.866                     | 11,90            |
| 14  | Kleinostheim      | 8.193                     | 13,90            |
| 15  | Krombach          | 2.129                     | 10,70            |
| 16  | Laufach           | 5.152                     | 15,60            |
| 17  | Mainaschaff       | 8.936                     | 7,31             |
| 18  | Mespelbrunn       | 2.226                     | 15,50            |
| 19  | Rothenbuch        | 1.772                     | 7,05             |
| 20  | Sailauf           | 3.622                     | 13,80            |
| 21  | Sommerkahl        | 1.241                     | 5,46             |
| 22  | Waldaschaff       | 4.059                     | 6,60             |
| 23  | Weibersbrunn      | 2.030                     | 2,89             |
| 24  | Westerngrund      | 1.934                     | 9,18             |
| 25  | Wiesen            | 1.019                     | 5,64             |

Wspólnoty administracyjne:
| Lp. | Nazwa wspólnoty administracyjnej | Ludność (31 grudnia 2018) | Powierzchnia km² | Liczba gmin |
| --- | -------------------------------- | ------------------------- | ---------------- | ----------- |
| 1   | Heigenbrücken                    | 3.115                     | 11,30            | 2           |
| 2   | Mespelbrunn                      | 6.278                     | 51,20            | 3           |
| 3   | Schöllkrippen                    | 13.935                    | 59,43            | 7           |

Obszary wolne administracyjnie:
| Lp. | Nazwa obszaru          | Ludność (31 grudnia 2018) | Powierzchnia km² |
| --- | ---------------------- | ------------------------- | ---------------- |
| 1   | Forst Hain im Spessart | niezamieszkany            | 21,10            |
| 2   | Heinrichsthaler Forst  | niezamieszkany            | 26,76            |
| 3   | Rohrbrunner Forst      | niezamieszkany            | 35,72            |
| 4   | Rothenbucher Forst     | niezamieszkany            | 34,89            |
| 5   | Sailaufer Forst        | niezamieszkany            | 14,36            |
| 6   | Schöllkrippener Forst  | niezamieszkany            | 18,09            |
| 7   | Waldaschaffer Forst    | niezamieszkany            | 23,12            |
| 8   | Wiesener Forst         | niezamieszkany            | 20,19            |

## Geografia

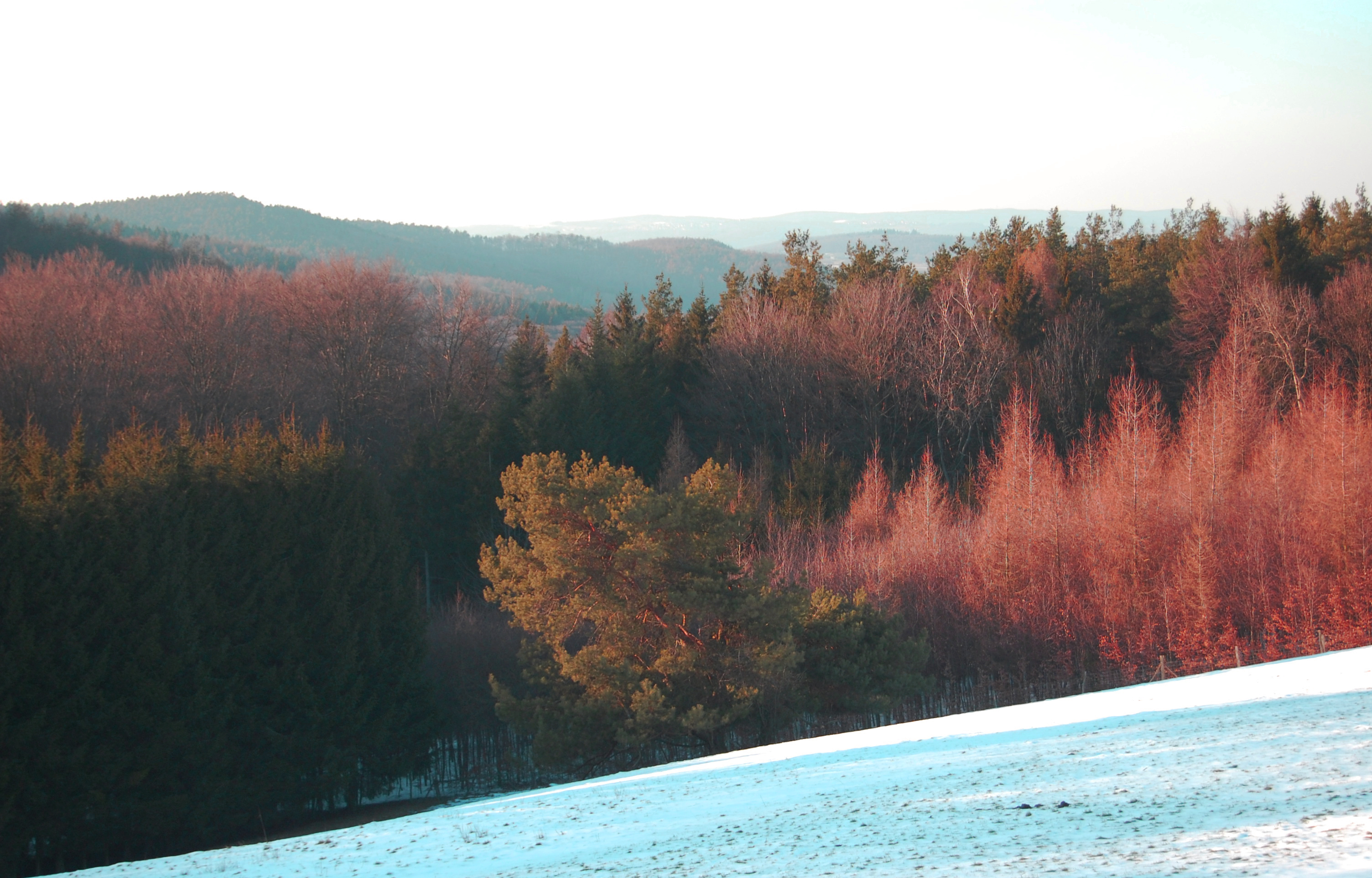
Spessart

Obszar powiatu obejmuje na zachodzie obniżenie Menu, a także przedgórze Spessartu i tzw. Kahlgrund. Część terytorium znajduje się w granicach pasma górskiego – Odenwald. Rzeka Men odgranicza częściowo terytorium powiatu od Hesji.

## Historia

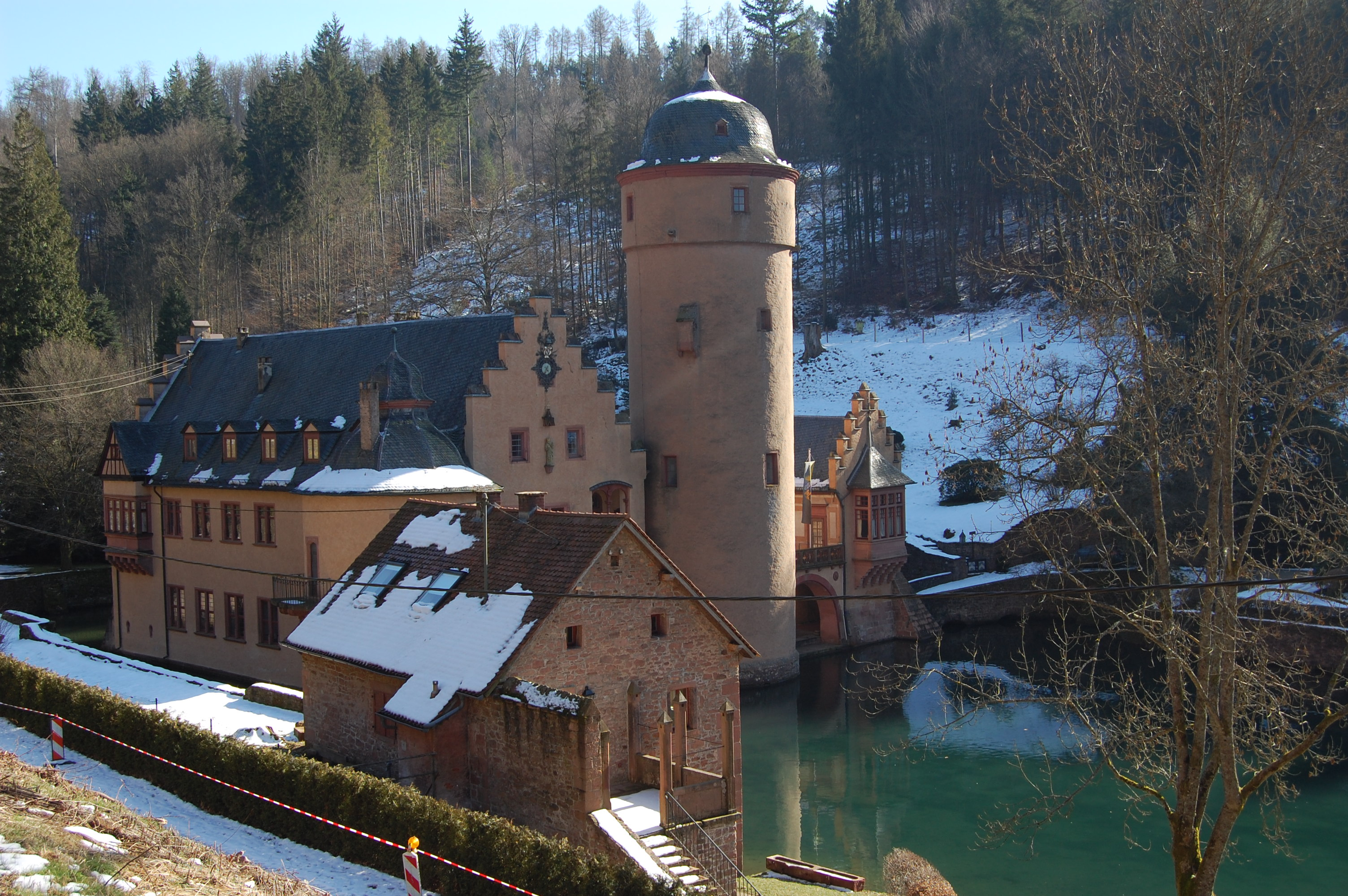
Zamek Messpelbrunn

Obszar dzisiejszego powiatu ziemskiego należał przed 1800 rokiem do Arcybiskupstwa Moguncji, dopiero pomiędzy 1814-1816 stał się on częścią Bawarii. W 1814 roku utworzono sąd dla rejonu Aschaffenburg-Rothenbuch. W 1815 roku Aschaffenburg stał się miastem powiatowym. W 1972 roku w wyniku reformy administracyjnej powiaty Ascahffenburg i Alzenau zostały połączone w jeden powiat ziemski (poza jego granicami pozostało miasto Aschaffenburg na prawach powiatu). W latach 1975–1978 przyłączano do powiatu kilka sołectw (niem. Gemeinde).

## Polityka
Starości
Od 1945 starostami powiatu byli przedstawicieli Unii Chrześcijańsko-Społecznej (niem. CSU):
- 1945-1947 Hanns Seidel
- 1957-1953 Alfons Goppel
- 1953-1970 Josef Kerpes
- 1972-2002 Roland Eller
- od 2002 roku Ulrich Reuter

Rada Powiatu
W wyniku wyborów z 2008 roku w radzie powiatu (70 radnych) zasiadają przedstawiciele CSU – 35, SPD (Socjaldemokratyczna Partia Niemiec) – 16, Freie Wähler (Wolni Wyborcy) – 8, FDP (Wolna Partia Demokratyczna)– 4, Grüne (Związek 90/Zieloni)– 5, Neue Mitte (Partia Nowe Centrum) – 1 oraz REP (Republikanie) – 1.

## Herb
Opis: na białej głowicy zielony żołądź i dwa liście dębu. Poniżej po prawej stronie heraldycznej białe koło na czerwonym tle. Po lewej stronie heraldycznej trzy srebrne obręcze na skosie na niebieskim tle.
Koło znajdujące się na herbie nawiązuje do Arcybiskupstwa Moguncji, do którego od czasów średniowiecza należał Aschaffenburg. Srebrne pierścienie symbolizują natomiast ród Echterów, którego członkowie zbudowali m.in. zamek Messpelbrunn. Liście dębowe oraz żołądź są nawiązaniem do gór Spessart, których część znajduje się na terenie powiatu.
Herb powiatu znajduje się w powszechnym użytkowaniu od 1974.

## Miasta i gminy

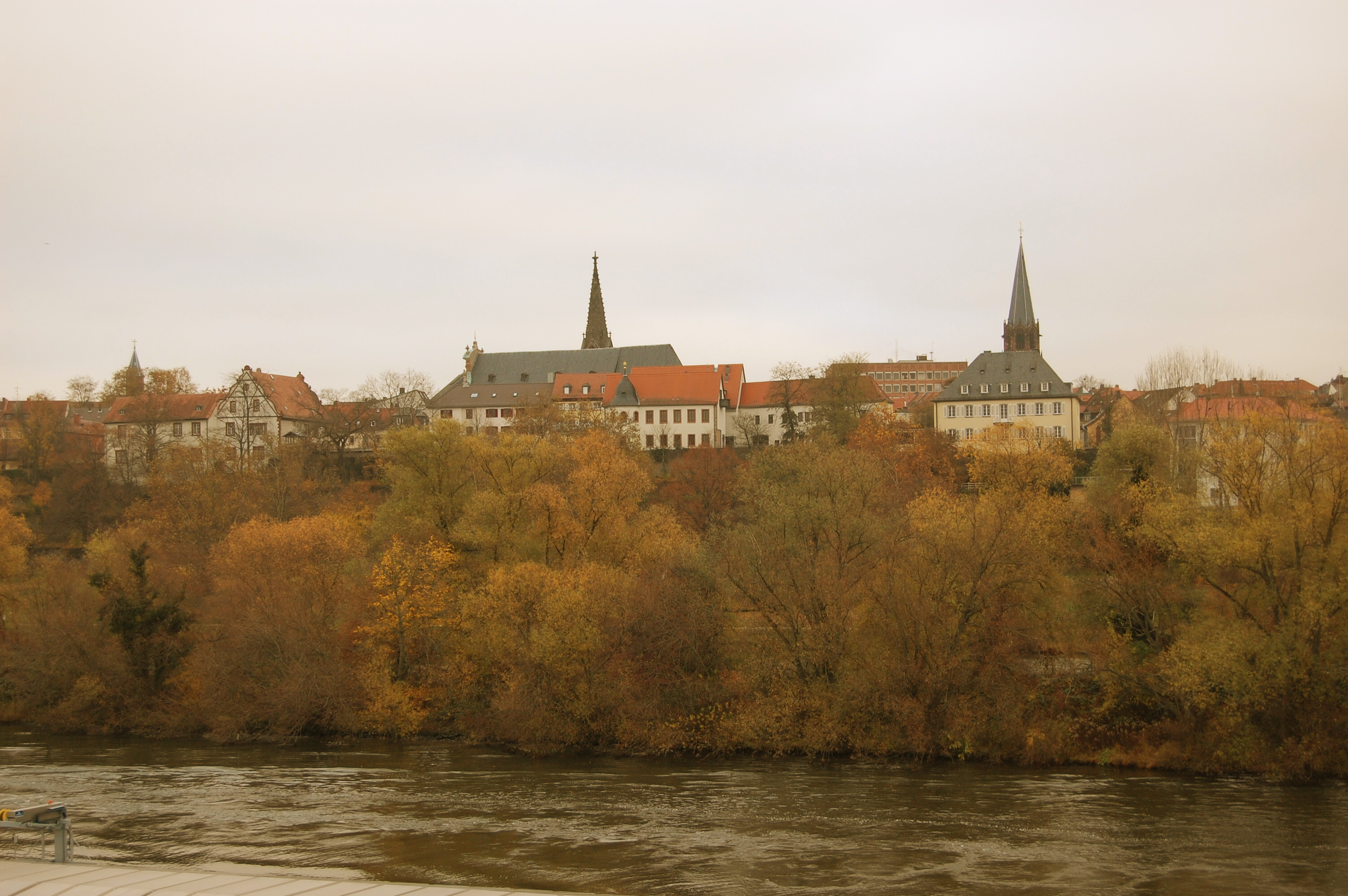
Aschaffenburg

Na terenie powiatu ziemskiego Aschaffenburg znajdują się łącznie 33 jednostki administracyjne:
- miasto: Alzenau (18.952 mieszkańców)
- Markt (niemiecka jednostka administracyjna; osada większa od wsi, ale mniejsza od miasta): Goldbach, Großostheim, Hösbach, Mömbris, Schöllkrippen, Stockstadt am Main (łącznie 62.791 mieszkańców)
- Gemeinde (pol. sołectwo): Bessenbach, Blankenbach, Dammbach, Geiselbach, Glattbach, Haibach, Heigenbrücken, Heimbuchenthal, Heinrichsthal, Johannesberg, Kahl am Main, Kleinkahl, Kleinostheim, Krombach, Laufach, Mainaschaff, Mespelbrunn, Rothenbuch, Sailauf, Sommerkahl, Waldaschaff, Weibersbrunn, Westerngrund, Wiesen (łącznie 90.832 mieszkańców)
- Forst (pol. las): Hain im Spessart, Geiselbacher, Heinrichtsthaler, Huckelheimer Wald, Rohrbrunner, Rothenbucher, Sailaufer, Schöllkrippener, Waldaschaffer, Wiesener (łączna powierzchnia 208,53 km²)

Część miejscowych gmin/sołectw posiada wspólne władze. Tworzą one tzw. Verwaltungsgemienschaft (wspólnotę administracyjną). Obecnie na terenie powiatu ziemskiego istnieją trzy takie jednostki administracyjne:
- Heigenbrücken (Heigenbrücken + Heinrichsthal)
- Mespelbrunn (Mespelbrunn + Dammbach + Heimbuchtenthal)
- Schöllkrippen (Schöllkrippen /Markt/ + Blankenbach + Kleinkahl + Krombach + Sommerkahl + Westergrund + Wiesen)

## Zmiany administracyjne
- 1 stycznia 2015
  - rozwiązanie obszaru wolnego administracyjnie Geiselbacher Forst i przyłączenie jego terenu do gmin Geiselbach oraz Westerngrund
- 1 stycznia 2019
  - rozwiązanie obszaru wolnego administracyjnie Huckelheimer Wald i przyłączenie jego terenu do gmin Kleinkahl oraz Westerngrund